# Горчиво и сладко
Горчиво и сладко (на турски: Dolunay, букв. превод: Пълнолуние) e турски сериал, премиерно излъчен през 2017 г.

## Сюжет
Сериалът изследва темата за това какво прави семейството семейство. Дали това е кръв и генетика, споделен опит или просто любов? Ферит Аслан е умен и успешен бизнесмен и роден лидер, който е дисциплиниран във всички области на живота си – от работа, през фитнес и здраве. Той е особено строг по отношение на дома си и работещите в него. Назлъ Пънар е млада студентка по кулинария, която е наета като частен готвач на Ферит и трябва да се справи с неговите специфични изисквания и правила за приготвяне на ястията му. Откровена, независима и свободолюбива, Назлъ първоначално се сблъсква с Ферит, но двамата постепенно създават приятелство и флирт. Назлъ се сближава много с Булут, младия племенник на Ферит. Когато се случва трагедия и Ферит трябва да поеме отговорността за Булут, следва битка за попечителство с Демет и Хакан. Действията на Асуман карат Ферит да загуби попечителството и Назлъ не може да признае това пред Ферит. Те се сближават, но той е бесен да научи истината. Въпреки това, той и Назлъ се съгласяват да подпишат фиктивен брак, за да увеличат шансовете му да получи попечителството над Булут. Нещата се усложняват, когато зетът музикант на Ферит, Дениз, се влюбва в Назлъ и Демет се опитва да използва това, за да настрои Дениз срещу Ферит. Основният набор от поддържащи герои са смесица от семейство и приятели, които се считат за семейство, които най-вече помагат, но понякога пречат на връзката на Ферит и Назлъ, тъй като тя се развива от бизнес към приятелство и в крайна сметка любов.

## Актьорски състав
- Йозге Гюрел – Назмийе „Назлъ“ Пънар-Аслан
- Джан Яман – Ферит Аслан
- Хакан Курташ – Дениз Кая
- Неджип Мемили – Хакан Йондер
- Тюркю Туран – Алия
- Йознур Серчелер – Фатош
- Илайда Акдоган – Асуман Пънар
- Берк Яйгън – Тарък
- Баламир Емрен – Енгин Аслан
- Алара Бозбей – Демет Кая-Йондер
- Алихан Тюркдемир – Булут Кая
- Йешим Гюл – Леман Аслан
- Ърмак Юнал – Зейнеп Аслан-Кая
- Мерт Явузчан – Демир Кая
- Йозлем Тюрай – Икбал

## В България
В България сериалът започва излъчване на 2 юни 2018 г. по Диема Фемили и завършва на 14 октомври. На 13 май 2020 г. започва повторно излъчване и завършва на 2 септември. На 26 октомври започва ново повторение и завършва на 15 февруари 2021 г. Ролите се озвучават от Йорданка Илова, Лина Златева, Ася Братанова, Стефан Сърчаджиев-Съра, Владимир Колев и Димитър Иванчев.